# Sispi
La Sispi (fondata come Sistema Palermo Informatica e dal 7 febbraio 2020 rinominata in Sistema Palermo Innovazione) è la società costituita nel 1988 su iniziativa del Comune di Palermo - allora socio di maggioranza - con la Finsiel, per la progettazione, la realizzazione, lo sviluppo e la conduzione tecnica del Sistema informatico e telematico comunale del Comune di Palermo.

## Oggi
Sispi gestisce il Sistema Informatico e Telematico dell’Amministrazione comunale integrandolo con soluzioni innovative e complesse che sostengono la visione strategica della Città di Palermo, coerentemente con l’Agenda Palermo Digitale.
Ponendo la città e i suoi abitanti al centro della sua visione, Sispi punta a rendere l’innovazione una realtà tangibile.
Grazie alle competenze, ai progetti, agli stakeholders e alle risorse economiche rese disponibili attraverso specifiche linee di finanziamento, è chiamata a realizzare un modello di “città intelligente” che promuova i diritti di cittadinanza digitale, l’efficacia dell’azione amministrativa, lo sviluppo del territorio e la trasparenza dei procedimenti.
Un lavoro di squadra fondato su valori condivisi per costruire un futuro digitale sostenibile e per offrire a ogni cittadino servizi più efficienti e una qualità della vita migliorata.

## Progetti
La Control Room
La Control Room (CoRo) di Palermo rappresenta uno degli esempi più avanzati di gestione integrata dei servizi urbani, grazie all’adozione di tecnologie all’avanguardia e un approccio multilivello.
In un momento cruciale per il futuro delle città, Sispi ha promosso questa soluzione per affrontare le sfide di una metropoli moderna, migliorando la qualità della vita dei cittadini e favorendo una cultura digitale in grado di rendere Palermo una vera e propria Smart City.
Secondo Salvatore Morreale, Direttore Generale di Sispi, la Control Room non è solo una sala operativa, ma un catalizzatore per un cambiamento culturale basato sul digitale. “L’obiettivo è costruire una comunità che percepisca la trasformazione digitale non come un processo tecnico fine a sé stesso, ma come un percorso che porta benefici tangibili alla città e ai suoi abitanti”, afferma Morreale.
La Control Room diventa così il cuore pulsante della città, un luogo fisico e virtuale in cui convergono dati, sensori e tecnologie di intelligenza artificiale per monitorare in tempo reale la mobilità, la sicurezza, l’ambiente e i servizi pubblici. 
Situata presso il Comando di Polizia Municipale di Palermo, si estende su circa 200 metri quadri, con monitor che coprono una superficie di 30 metri quadri, offre una visione completa di ciò che accade in città. La piattaforma che la supporta è georeferenziata e web-based, consentendo agli operatori di monitorare e gestire una vasta gamma di servizi, dalla mobilità alla sicurezza, dai rifiuti al monitoraggio ambientale. 
Il sistema si basa su una rete di sensori e tecnologie AI per raccogliere, elaborare e analizzare grandi quantità di dati in tempo reale. Questi dati provengono da mappe tematiche, telecamere, spire virtuali, sensori distribuiti per il territorio e archivi georeferenziati. Il cuore del sistema è rappresentato dagli algoritmi di intelligenza artificiale, che permettono di rilevare automaticamente eventi anomali e attivare le procedure di intervento.
Ogni segnalazione che arriva alla Control Room genera un fascicolo digitale che raccoglie tutte le informazioni necessarie per intervenire sull’evento in questione. Questo dossier viene condiviso con gli operatori sul campo, consentendo di elaborare strategie di intervento in maniera più rapida ed efficiente. Si tratta di un vero e proprio cambio di paradigma nella gestione della città, che passa da un approccio reattivo a uno proattivo, migliorando la capacità di risposta e la prevenzione.
La Control Room di Palermo non si limita alla gestione operativa degli eventi quotidiani, ma rappresenta anche uno strumento strategico per la pianificazione urbana. Grazie all’analisi dei dati e all’uso di cruscotti direzionali integrati, la CoRo supporta le decisioni della pubblica amministrazione, offrendo una visione complessiva dello stato di salute della città e aiutando a pianificare interventi a lungo termine.
La Teca Digitale
Nel 2015 nasce la Teca Digitale un progetto ambizioso con un duplice obiettivo: preservare i preziosi manoscritti dalle possibili usure e renderli accessibili a tutti, ovunque, grazie alla Rete. Da quel momento, il patrimonio della sezione “Manoscritti e rari” del Comune di Palermo ha iniziato a vivere una seconda vita: non più limitato alle mura di un palazzo storico, ma pronto a essere consultato da studiosi e appassionati di tutto il mondo.
Oggi, grazie all’utilizzo di tecnologie avanzate come lo scanner planetario, un manoscritto di 300 pagine viene digitalizzato in appena due ore, rispetto ai tre giorni necessari in passato. Un salto in avanti in termini di tempi e di efficienza, che permette di ampliare costantemente la quantità di materiali fruibili.
L’obiettivo non è stato solo digitalizzare, ma integrare e potenziare le possibilità di consultazione ed oggi la Teca permette di consultare, in modo simultaneo e integrato, milioni di risorse digitali e bibliografiche conservate in oltre 6.500 biblioteche italiane. Un passo fondamentale per rendere il patrimonio culturale italiano sempre più accessibile e connesso.
La teca digitale è un grande esempio di trasformazione digitale delle comunità locali, che ha reso la Pubblica Amministrazione più efficiente, trasparente e al servizio dei cittadini.